# Chāghar Bolāgh
Chāghar Bolāgh (persiska: چاغر بلاغ, چَقَر بُلاغ, چَلاخ) är en ort i Iran.   Den ligger i provinsen Kurdistan, i den nordvästra delen av landet, 400 km väster om huvudstaden Teheran. Chāghar Bolāgh ligger 1 998 meter över havet och antalet invånare är 497.
Terrängen runt Chāghar Bolāgh är huvudsakligen kuperad, men åt nordväst är den platt. Terrängen runt Chāghar Bolāgh sluttar västerut.Runt Chāghar Bolāgh är det ganska tätbefolkat, med 72 invånare per kvadratkilometer. Närmaste större samhälle är Bolbolānābād, 15,9 km nordväst om Chāghar Bolāgh. Trakten runt Chāghar Bolāgh består i huvudsak av gräsmarker.